# اسپرینگ ریج (پنسیلوانیا)
اسپرینگ ریج (به انگلیسی: Spring Ridge) یک منطقهٔ مسکونی در ایالات متحده آمریکا است که در پنسیلوانیا واقع شده‌است. اسپرینگ ریج ۱٬۰۰۳ نفر جمعیت دارد.